# Соня Новакова
Соня Новакова (6 жовтня 1975, Оломоуць, Чехословаччина) — чеська волейболістка. Дворазова чемпіонка Європи з пляжного волейболу, бронзова призерка світової першості, учасниця двох Олімпіад.

## Пляжний волейбол
Результати виступів на головних змаганнях у пляжному волейболі:
| Рік  | Назва турніру    | Місце | Партнерка   | Місто             |
| ---- | ---------------- | ----- | ----------- | ----------------- |
| 1996 | Чемпіонат Європи | 1     | Єва Целбова | Пескара           |
| 1997 | Чемпіонат Європи | 3     | Єва Целбова | Риччоне           |
| 1997 | Чемпіонат світу  | 9     | Єва Целбова | Лос-Анджелес      |
| 1998 | Чемпіонат Європи | 1     | Єва Целбова | Родос             |
| 1999 | Чемпіонат Європи | 3     | Єва Целбова | Пальма де Майорка |
| 2000 | Олімпійські ігри | 9     | Єва Целбова | Сідней            |
| 2001 | Чемпіонат світу  | 3     | Єва Целбова | Клагенфурт        |
| 2001 | Чемпіонат Європи | 5     | Єва Целбова | Єзоло             |
| 2002 | Чемпіонат Європи | 3     | Єва Целбова | Базель            |
| 2003 | Чемпіонат світу  | 9     | Єва Целбова | Ріо-де-Жанейро    |
| 2004 | Олімпійські ігри | 9     | Єва Целбова | Афіни             |

## Волейбол
Клубна кар'єра:
| Роки      | Команди                   |
| --------- | ------------------------- |
| 1999—2000 | «Кралово Поле» (Брно)     |
| 2000—2006 | «Телеком Пост» (Відень)   |
| 2007—2009 | «Іракліс Кіфісія» (Афіни) |
| 2009—2011 | «Простейов»               |
| 2011—2012 | «Пршеров»                 |
| 2014—2015 | «Кралово Поле» (Брно)     |
| 2015—2016 | «Оломоуць»                |
| 2016—2018 | Сокол (Штернберк)         |
| 2018—2022 | «Шельми» (Брно)           |
| 2022—2023 | «Простейов»               |

Досягнення
- Чемпіонат Чехії
  - Переможець (1): 2010
  - Фіналіст (1): 2016
- Чемпіонат Австрії
  - Переможець (2): 2005, 2006